# Ахейци
Ахейците (на гръцки: Αχαιοί) е общо название на древногръцките сили, употребявано от Омир в „Илиадата“. В нея думата е използвана общо 598 пъти. Авторът употребява и алтернативните названия данайци (Δαναοί) 138 пъти и аргосци (Αργίτες) 29 пъти.
Ахейците са тези които обсаждат Троя начело с героите Ахил и Агамемнон. Вярвали в древногръцките богове, живеели в областта Аргос. Пристигат на Балканския полуостров през 2 хилядолетие пр.н.е. (в бронзовата епоха). Те донесли своя език, вярвания, бога на небето и мълнията. Ахейците успели да се наложат над местното население, като в периодите на война и мир с него се осъществило сливането на двете тогава съществуващи местни общности.
Използвали линеар Б, което ще рече по писменост – индоевропейци, а древна Африка била позната като Древна Либия, като древното ѝ население било известно като либийци.